# Конституционный кризис в Испании (2017)
Конституционный кризис в Испании — конфликт между властями Испании и правительством автономного сообщества Каталония — административной единицы в составе Испании. В сентябре 2017 года правительством Каталонии были приняты законы, предусматривающие юридический порядок выхода Каталонии из состава Испании. 1 октября 2017 года в Каталонии был проведён референдум о независимости, по результатам которого 10 октября 2017 года правительством Каталонии была принята декларация независимости, 27 октября 2017 года была провозглашена независимость Каталонии. Власти Испании расценили действия правительства Каталонии как юридически ничтожные, воспользовались 155 статьёй Конституции Испании и ввели в Каталонии прямое управление, распустив при этом правительство Каталонии. Последнее отказалось признать свой роспуск и продолжило работу.

## Предыстория
В течение длительного времени местные власти Каталонии периодически вступали в конфронтацию с властями Испании, требуя расширить автономию Каталонию. В частности, в 2014 году в Каталонии был проведён опрос о политическом будущем Каталонии.

## История
6 сентября парламент Каталонии одобрил «Закон о референдуме о самоопределении Каталонии», предусматривающий проведение 1 октября 2017 года референдума о независимости.
8 сентября 2017 года парламентом Каталонии был принят «Закон о юридическом переходе и основании Республики» (кат. Llei de transitorietat jurídica i fundacional de la República), содержащий положения о юридических процедурах, которые могут быть проведены для получения Каталонией статуса независимого государства в случае, если идея о независимости будет поддержана жителями Каталонии на референдуме.
1 октября 2017 года в Каталонии прошёл референдум о независимости, в ходе которого 90,18 % проголосовавших поддержали отделение от Испании. На 10 октября было назначено выступление главы автономии Карлеса Пучдемона, на котором предполагалось провозглашение независимости. Однако, вопреки ожиданиям, во время обращения он отложил объявление о независимости, и призвал к переговорам, что вызвало смешанные настроения в обществе. Поздно вечером, уже после обращения, Пучдемон всё-таки подписал «декларацию народных представителей Каталонии», которая предполагала создание независимой Каталонской Республики. Тогда же было решено приостановить действие декларации для установления диалога с испанским правительством с целью достичь определённых соглашений и попытаться решить проблему. В Мадриде, в свою очередь, потребовали от руководства Каталонии до 16 октября дать конкретный ответ: провозглашена ли независимость региона, или же подписание декларации — это символический акт. Карлес Пучдемон уклонился от прямого ответа на этот вопрос и вновь призвал к диалогу. 21 октября на совещании правительства Испании было принято решение о роспуске правительства Каталонии и проведении досрочных выборов в регионе, которое должен утвердить сенат; также рассматривался вопрос введения прямого управления в Каталонии и приостановки её автономного статуса. Окончательное решение парламент Испании должен был принять 27 октября. В Каталонии резко отреагировали на действия Мадрида; глава региона назвал эти действия худшей атакой на демократию со времён диктатора Франсиско Франко. В то же время испанское издание El Confidencial сообщило, что якобы 23 октября, вероятно, Каталония объявит о независимости. Другая газета, La Rason, заявила, что независимость скорее всего будет провозглашена 27 октября. 23 октября было назначено заседание женералитета Каталонии в полном составе на 26-е число. 27 октября было окончательно объявлено о создании независимой Каталонской Республики.
27 октября 2017 года власти Испании воспользовались 155 статьёй Конституции Испании и ввели в Каталонии прямое управление, распустив при этом правительство Каталонии. Последнее отказалось признать свой роспуск и продолжило работу.
30 октября парламент Каталонии признал решение испанского правительства о своем роспуске и прекратил работу до проведения досрочных выборов.